# Albert Chappellier
Albert Chappellier, né le 24 décembre 1873 à Masnières (Nord) et mort le 10 juin 1949, est un ingénieur agronome français à l'origine de la création de la Ligue pour la protection des oiseaux, elle-même issue de la Société Nationale d'Acclimatation de France (actuelle SNPN).

## Biographie
Albin Jacques Albert Chappellier, aîné d’une fratrie de trois enfants, est issu d’une famille de notables et d’industriels de Pithiviers (Loiret) et de Masnières (Nord). Il devient ingénieur agronome en 1874 puis docteur ès Sciences en 1922, a été préparateur à la Faculté des Sciences de Paris, puis chef de travaux à l’École pratique des hautes études. L'essentiel de sa carrière s'est déroulé au Centre national de recherche agronomique de Versailles, précurseur de l'Inra, où il dirige le service des vertébrés utiles et nuisibles puis la station de zoologie.
En 1906, avec la collaboration du zoologiste Maurice Caullery, ils publient la découverte d'une espèce de protozoaire : Anurosporidium pelseneeri,.
En 1912, il est membre de l'équipe fondatrice de la Ligue pour la protection des oiseaux et occupe le poste de secrétaire adjoint au Conseil d'Administration. Immédiatement, avec Louis Magaud d'Aubusson il intervient pour faire arrêter le massacre des macareux qu'il avait constaté lors d'un passage en 1908 sur l'archipel des Sept-Îles au large de Perros-Guirec.
Le 27 mars 1913, il dépose sur l'île Rouzic, qui fait partie de l'archipel une plaque informant de la mise en protection de l'île sur arrêté du Préfet des Côtes-du-Nord, plaque qui a été retrouvée récemment[Quand ?], enfouie dans la végétation. La protection d'espèces par l'entremise de celle de leur habitat était tout à fait innovante à l'époque et cette mise en protection des Sept-Iles, d'abord sous statut privé, a d'ailleurs contribué à créer ce qui est considéré aujourd'hui comme considérée comme la plus ancienne réserve naturelle en France[réf. nécessaire].
En 1913, il reçoit la plus haute récompense décernée par la Société Nationale d'Acclimatation de France, la grande médaille à l’effigie d’Isidore Geoffroy Saint-Hilaire, à la fois pour ses travaux ornithologiques mais aussi pour sa protection des macareux des Sept-Îles. Pour les mêmes motifs, il reçoit en 1923 le prix « Louis Petit » de la Société zoologique de France. À chaque fois sont récompensés simultanément le savant utilitariste et le protecteur actif. Albert Chappellier prend alors une place grandissante au sein de la Société Nationale d'Acclimatation de France en devenant en 1914 administrateur et membre de la commission des récompenses.
En 1920, il devient secrétaire de la Ligue pour la protection des oiseaux, puis secrétaire général en 1932, poste qu'il occupe encore en 1949.
La réserve des Sept-Îles a porté le nom d'Albert Chappellier jusqu'en 1976, date où a été créée la Réserve naturelle nationale des Sept-Îles, réserve naturelle, la plus grande réserve d'oiseaux marins de France[réf. nécessaire].

## Publications
Il est l'auteur de nombreux articles sur les oiseaux dont, en 1932 : Les corbeaux de France et la lutte contre les corbeaux nuisibles et le no 527 dans la Bibliographie ornithologique de René Ronsil.
Il a traduit la publication de Gregor Mendel « Versuche uber Pflanzen-Hybriden » en français : Recherche sur les hybrides végétaux.
- Faculté des sciences de Paris (Thèse pour obtenir le grade de docteur ès sciences naturelles), Contribution à l'étude de l'hybridation et de l'intersexualité chez les oiseaux, Paris, Imp. L. Barnéoud et cie, 1921, 163 p., 25 cm (OCLC 23426875, BNF 31929051, SUDOC 021990034, présentation en ligne, lire en ligne).
- Titres et travaux scientifiques, Châteauroux, typ. Langlois, 1922 (OCLC 491935079, SUDOC 065270428, présentation en ligne).
- Régime alimentaire des corbeaux freux et « moyens de défense » des insectes, vol. 28, Paris, Bulletin de la Société entomologique de France, 1923, 2 p., in-8° (lire en ligne).
- Enquête sur les rongeurs : notes préliminaires, Versailles, Centre national de recherches agronomiques, 1930, 12 p., 26 cm (OCLC 1125273930, SUDOC 237709473, présentation en ligne).
- Les dangers de l'élevage du rat musqué (Fiber zibethicus Linné), Paris, 198, Bard Saint-Germain, coll. « Revue d'Histoire Nature », 1930, 25 p., in-8° (OCLC 459201341, BNF 31929054, SUDOC 138797676, présentation en ligne).
- Les rongeurs de France et la lutte contre les rongeurs nuisibles  (préf. Édouard Bourdelle (1876-1960)), Paris, Société nationale d'acclimatation de France, coll. « Archives d'histoire naturelle », 1932, 138 p., 25 cm (OCLC 491935048, SUDOC 06527041X, présentation en ligne).
- Ministère de l'Agriculture (ill. Fernand Pétré (18..-1938) et M. Guenot), La lutte contre le rat musqué (Ondatra), Paris, L'Institut des Recherches agronomiques, 1933, 72 p., 28 cm (OCLC 1327962, BNF 31929058, SUDOC 01653526X, présentation en ligne).
- Répertoire des stations ornithologiques (Stations de baguage) : Europe, États-Unis d'Amérique, Palestine et Japon, s.l., L'Oiseau et la Revue Française d'ornithologie, s.d. (réimpr. 1938), 136 p., 31 cm (OCLC 30064057, SUDOC 018618537, présentation en ligne).
- Les rapaces nocturnes de la faune française et leur signification pour l'agriculture et pour la chasse, s.l., s.n., coll. « Bulletin technique d'information des ingénieurs des services agricoles », 1949, 29 p., 27 cm (OCLC 801061687, SUDOC 158602692, présentation en ligne).
- Société de Zoologie Agricole (Talence) (ed. rev. par Jacques Giban et Michel Cuisin…), Les corbeaux de France et la lutte contre les corbeaux nuisibles…, Nancy / Bordeaux, Impr. Berger-Levrault / impr. Drouillard, 1959 (1re éd. 1932), 107 p., 23,5 cm (OCLC 491389076, BNF 32947571, SUDOC 082419256, présentation en ligne).

### En tant qu'éditeur scientifique et préfacier
- Raoul de Clermont (1863-1942), Albert Chappellier et Louis de Nussac (1869-1951), Société Nationale d'Acclimatation de France (Paris 31 mai au 2 juin 1923), Premier congrès international pour la protection de la nature : faune et flore, sites et monuments naturels, Paris, impr. Guillemot et de Lamothe, 1926, 388 p., 25 cm (OCLC 496181050, BNF 31952981, SUDOC 048250309, présentation en ligne).
- Alexandrine Feuillée-Billot (préf. Albert Chappellier, ill. Fernand Pétré (18..-1938)), Les petits oiseaux des pays chauds : manuel d'élevage à l'usage de l'amateur d'oiseaux, Paris, la Maison rustique, impr. de Firmin-Didot, 1949 (1re éd. 1936), 79 p., in-16° (OCLC 491873699, BNF 32103205, SUDOC 102250839, présentation en ligne).
- Alexandrine Feuillée-Billot (préf. Albert Chappellier, ill. Fernand Pétré), Perroquets, perruches, colombes : manuel d'élevage à l'usage de l'amateur d'oiseaux, Paris, la Maison rustique, impr. de Firmin-Didot, 1950 (1re éd. 1936), 75 p., in-16° (OCLC 491873677, BNF 32103202, SUDOC 102250820, présentation en ligne).

### En tant que traducteur
- Gregor Mendel (1822-1884) (trad. Albert Chappellier), Recherches sur des hybrides végétaux [« Versuche über Pflanzenhybriden »], Paris, Londres et Berlin, Laboratoire d'évolution des êtres organisés, Dulau et Cie, Friedländer & Sohn, 1907, 371 p., 25 cm (OCLC 952962627, SUDOC 194143880, lire sur Wikisource, présentation en ligne).
- Gregor Mendel et Robert Gorenflot (Éditeur scientifique) (trad. Albert Chappellier), L’œuvre de Gregor Mendel : I, Recherches sur divers hybrides végétaux (1865). II, Sur quelques hybrides d’Hieracium obtenus par fécondation artificielle (1869), s.l., s.n., 1963, 37 p., in-8° (OCLC 492253563, SUDOC 068303610, présentation en ligne).